# Boxholm Stål
Boxholm Stål AB var en svensk ståltillverkare baserad i Boxholm, i Östergötland. Verksamheten var specialiserad på kalldraget stångstål. Huvudkontor, kalldrageri och centrallager fanns i Boxholm.
Företaget var Nordens största tillverkare av kalldraget stångstål med ett standardsortiment bestående av: automatstål, maskinstål, allmänna konstruktionsstål, höghållfast automatstål ETG, rostfritt stål samt kilstål.
Huvudparten av produkterna levererades till svensk verkstadsindustri, men export förekom också till de övriga nordiska länderna samt till Tyskland, Storbritannien och Benelux.
Boxholm Stål AB bildades 1984 efter att tidigare ha varit en enhet inom Boxholms AB. Bolaget kvarstod som dotterbolag i Boxholms-koncernen till 2007 då ägandet övergick till tyska Schmolz+Bickenbach AG. Bolagsnamnet ändrades sedermera till Steeltec Boxholm AB. Sedan 2017 heter bolaget Swiss Steel Sweden AB & är ansvarig för distribution av koncernens material i Skandinavien.  .